# Maurice Patin
Maurice Patin (* 4. Dezember 1895 in Aix-en-Provence, Département Bouches-du-Rhône; † 22. Dezember 1962) war ein französischer Jurist, der zuletzt zwischen 1959 und 1962 Mitglied des Verfassungsgerichts (Court constitutionnel) war.

## Leben
Patin absolvierte nach dem Schulbesuch ein Studium der Rechtswissenschaften, das er mit einem Doktor der Rechte abschloss, und begann seine berufliche Laufbahn 1920 als Vize-Staatsanwalt am Landgericht (Tribunal de Grande Instance) von Coutances und wechselte anschließend 1922 als Vize-Staatsanwalt an das Landgericht von Saintes. 1925 erfolgte seine Berufung zum Staatsanwalt (Procureur de la République) am Landgericht von Marvejols und Privas sowie danach 1930 zum Staatsanwalt am Tribunal de Grande Instance von Avignon, ehe er 1932 als Staatsanwalt an das Landgericht von Paris wechselte.
Im Anschluss erfolgte 1938 Patins Ernennung zum Vize-Generalstaatsanwalt am Appellationsgericht (Court d’Appel) von Paris, an dem er als Staatsanwalt für die Berufungsverfahren für Nantes und Blois verantwortlich war. Nach dortiger sechsjähriger Tätigkeit wechselte er 1944 in das Justizministerium und wurde dort Leiter der Abteilung für Strafrecht und Begnadigungen. 
Nach Ende des Zweiten Weltkrieges erfolgte 1945 seine Berufung zum Richter (Conseiller) am Kassationshof (Court de Cassation), dem höchsten Gericht der ordentlichen Gerichtsbarkeit der Republik Frankreich. Im August 1955 wurde er zum Präsidenten der Strafkammer am Kassationshof ernannt.
Am 20. Februar 1959 wurde Patin von Staatspräsident Charles de Gaulle für eine dreijährige Amtszeit zum Mitglied des Verfassungsgerichts, dem Court constitutionnel, nominiert. Die Funktion bekleidete er vom 5. März 1959 bis 5. März 1962 und verstarb wenige Monate später.